# Caravan of Love
Caravan of Love ist ein Lied der Gruppe Isley Jasper Isley aus dem Jahre 1985. Die Mitglieder Ernie und Marvin Isley sowie deren Cousin Chris Jasper gehörten von 1973 bis 1984 zu den Isley Brothers.

## Geschichte
Chris Jasper schrieb und produzierte das Lied, sang auch die Leadstimme und spielte Piano. Die Backgroundstimmen übernahmen Ernie und Marvin Isley, die auch Bass und Gitarre spielten.
Nach der Veröffentlichung im Jahre 1985, wurde Caravan of Love der größte Erfolg des Trios, erreichte Platz 1 der amerikanischen R&B-Charts und blieb drei Wochen auf dem Spitzenplatz. Nach ihrer Single Kiss and Tell, die im Februar 1985 in die Billboard Charts kam, erreichte Caravan of Love Platz 51 der Billboard Hot 100. Weitere Charterfolge konnte die Gruppe in den Hot 100 nicht erzielen.

## Inhalt
Das Lied hat einen stark appellativen Charakter und greift christliche Motive auf. Nach der viermaligen Frage an ein „Du“, ob es bereit sei für den wichtigsten Zeitpunkt in seinem Leben, erfolgt der Appell, aufzustehen und zu kämpfen.
Das appellative „Stand up“ wird während des Songs mehrmals jeweils drei Mal wiederholt, ein Zeichen des kurz bevorstehenden Aufbruchs, was in den Schlussversen mit dem viermaligen Wiederholen der Eingangsfrage „Are you ready“ und der viermaligen Aufforderung „You better get ready“ noch einmal unterstrichen wird. Im Folgenden wird deutlich, wer mit dem „Du“ angesprochen wird: alle Männer und alle Frauen – alle. Als Grund des geforderten gemeinsamen Handelns wird genannt, dass alle Brüder und Schwestern seien und Kinder der Welt. Der gemeinsame Auszug der „Karawane der Liebe“ aus einer schlechten Welt in das eigentliche Mutterland, dem besseren Platz zu einem Leben in Freiheit und Frieden greift alttestamentliche Bezüge zum Auszug der Kinder Israel auf.

## Coverversionen

### The Housemartins
Die britische Indie-Band The Housemartins veröffentlichte Caravan of Love im November 1986. Das A-cappella-Lied wurde schnell erfolgreich. Nachdem sich die Single am 6. Dezember 1986 erstmals auf Platz 34 in den britischen Charts platzieren konnte, erreichte sie bereits am 16. Dezember 1986 Platz 1. Zwei Wochen lang stand sie an der Spitzenposition und wurde am 7. Februar 1987 letztmals in den Charts notiert, blieb also lediglich neun Wochen in den Top 50. Es war der zweite A-cappella-Nummer-eins-Hit nach Only You von den Flying Pickets aus dem Jahre 1983. Abgelöst von der Spitze wurde es von Jackie Wilsons Reet Petite.
Das Lied fand sich auf keinem regulären Housemartins-Album, sondern erschien auf ihrer Greatest Hits-Kompilation Now That’s What I Call Quite Good erstmals auf einem Album.

### Weitere
- 1987: Echo-Echo (deutsche Version Karawane in der Nacht)
- 1990: Norbert & die Feiglinge  (deutsche Persiflage Bum Bum Boris auf Boris Becker)
- 2000: Marvin Sapp mit Bob Carlisle und Kirk Whalum
- 2002: Terry Callier
- 2004: Preluders
- 2006: Nena feat. Duncan Townsend